# 黄仲元
黃仲元（1231年—1312年），字善甫，号四如。宋兴化军莆田人。
黃績之長子。咸淳七年（1271年）进士。授國子监主簿，未到任。宋亡不仕，改名黃渊。在家鄉教授以终。著有《四如讲稿》、《四如文稿》。黃仲元无子，以二弟黄仲會之子黄梓为嗣。